# New York blues
El New York blues es un tipo de música blues, caracterizada por tener importantes influencias del jazz y por ser un estilo más urbano y moderno que el country blues. Este estilo musical nació en la ciudad de Nueva York en los primeros años del siglo XX, expandiéndose con rapidez por otras áreas geográficas urbanas y atrayendo más audiencia que otros estilos marcadamente rurales como el country blues.

## Intérpretes destacados
- Big Maybelle
- Arnett Cobb
- Lionel Hampton
- Erskine Hawkins
- Al Hibbler
- Buddy Johnson
- Lucky Millinder
- Sam Taylor
- Joe Turner
- Eddie Vinson
- Cootie Williams

- Datos: Q1991450